# Mathieu Jussaume

a Compétitions nationales et continentales officielles uniquement.

b Matchs officiels uniquement.
Mathieu Jussaume alias "jizz", né le 17 mai 1999 à Courcouronnes, est un joueur de rugby à XIII français évoluant au poste de centre ou de demi d'ouverture dans les années 2010. Formé à Toulouse, il intègre l'équipe première en 2018 et prend part au Championship et au Championnat de France.
Il est sélectionné en équipe de France pour prendre part à la première édition de Coupe du monde de rugby à 9 en 2019.

## Palmarès
- Collectif : 
  - Vainqueur du Championship : 2021 (Toulouse).
  - Vainqueur du Championnat d'Europe des moins de dix-neuf ans : 2018 (France).

## Détails en sélection

### Rugby à XIII
| 1. | 24 octobre 2021 | Angleterre | 10-30 | Test-match | Centre | - | - | - | - |

### En club
| Saison    | Club                    | Compétition           | Matchs | Points | Essais | Buts | Drop |
| --------- | ----------------------- | --------------------- | ------ | ------ | ------ | ---- | ---- |
| 2017-2018 | Toulouse Elite          | Championnat de France | 13     | 2      | -      | 1    | -    |
| 2018-2019 | Toulouse Elite          | Championnat de France | 9      | 4      | 1      | -    | -    |
| 2019      | Toulouse olympique XIII | Championship          | 23     | 44     | 11     | -    | -    |
| 2019-2020 | Toulouse Elite          | Championnat de France | 1      | -      | -      | -    | -    |
| 2020      | Toulouse olympique XIII | Championship          | 1      | -      | -      | -    | -    |
| 2021      | Toulouse olympique XIII | Championship          | 15     | 56     | 14     | -    | -    |
| 2022      | Toulouse olympique XIII | Super League          | 12     | 4      | 1      | -    | -    |

### Rugby à neuf
| 1. | 19 octobre 2019 | Pays de Galles | 23-6 | Coupe du monde | Avant | 0 | - | - | - |